# (3457) Arnenordheim
(3457) Arnenordheim es un asteroide perteneciente al cinturón de asteroides, descubierto el 5 de septiembre de 1985 por Henri Debehogne desde el Observatorio de La Silla, Chile.

## Designación y nombre
Designado provisionalmente como 1985 RA3. Fue nombrado Arnenordheim en honor al compositor noruego Arne Nordheim.